# Jozef Israëls
Jozef Israëls (výslovnost [ˈjoːzəf ˈɪsrɑɛls]; 27. ledna 1824 - 12. srpna 1911) byl nizozemský malíř. Byl významným členem skupiny krajinářů označované jako Haagská škola a za svého života „nejuznávanějším holandským umělcem druhé poloviny devatenáctého století“.

## Život
Israëls se narodil v Groningenu židovským rodičům. Jeho otec Hartog Abraham Israëls byl směnárníkem a chtěl, aby se Jozef stal obchodníkem. Matka Mathilda Salomonová rozená Polacková doufala, že se Jozef stane rabínem. Když Israëlsovi bylo jedenáct let, začal studovat malbu na Akademii Minerva v Groningenu.
Ve studiu pokračoval v Amsterdamu na Královské akademii výtvarných umění, pozdější Státní akademií výtvarných umění. Byl žákem Jana Krusemana a studoval kresbu. Od září 1845 do května 1847 byl v Paříži, kde pracoval v ateliéru malíře historie Picota a navštěvoval kurzy na Ecole des Beaux-Arts pod vedením Jamese Pradiera, Horace Verneta a Paula Delaroche. V září 1845 se vrátil do Amsterdamu, kde pokračoval ve studiu na Akademii až do května 1847. V Amsterdamu zůstal do roku 1870, kdy se přestěhoval do Haagu a stal se předním členem Haagské školy krajinářů.
Israëls se oženil s Aleidou rozenou Schaapovou a spolu měli dvě děti, dceru Mathildu Annu Israëlsovou a syna Isaaca Lazaruse Israëlse, narozeného v roce 1865, který se také stal výtvarným malířem. Jozef Israëls zemřel v Scheveningenu 12. srpna 1911.

## Dílo

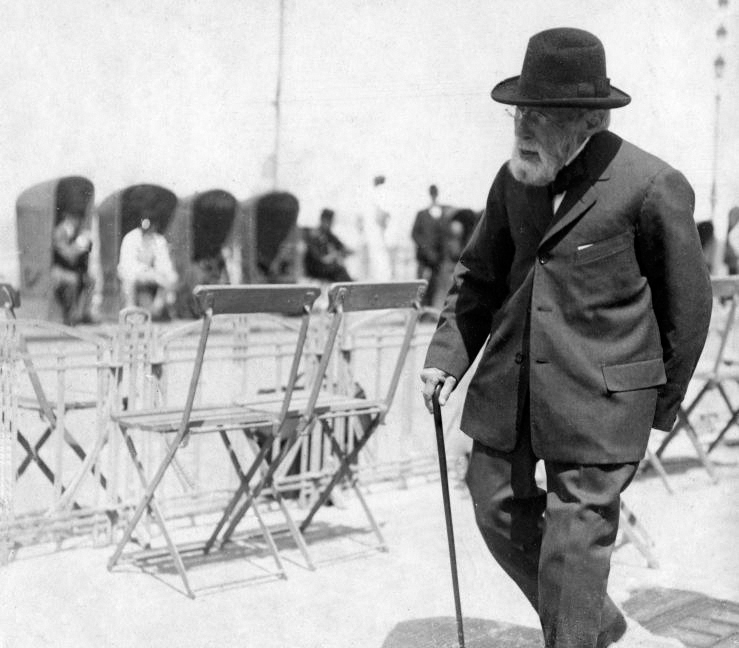
Israëls na pláži v Scheveningenu (1911)

Israëls bývá často přirovnáván k Jeanu-Françoisovi Milletovi. Oba vyjadřovali humanitu a soucit skrz životy chudých a prostých lidí; ale zatímco Millet byl básník poklidného venkovského života, téměř ve všech Israëlsových obrazech zaznívá pronikavý žal. Edmond Duranty o nich řekl, že byly malovány depresí a utrpením.
Israëls začínal historickými a dramatickými tématy v tehdejším romantickém stylu. Náhodou po nemoci odjel nabrat síly do rybářského městečka Zandvoort u Haarlemu, a tam ho zasáhla každodenní tragičnost života. Od té doby razil nový směr uměleckého vyjádření, upřímně realistický, plný emocí a soucitu.
Mezi jeho následující díla patří Rybář ze Zandvoortu (v Amsterdamské galerii), Tichý dům (získal zlatou medaili na bruselském Salonu roku 1858) a Vesnický chudý (oceněn v Manchesteru).
V roce 1862 Israëls dosáhl velkého úspěchu v Londýně s obrazy Ztroskotaný námořník a Kolébka, které časopis Athenaeum označil za nejdojemnější díla výstavy. Portrét Jozefa Israëlse namaloval skotský malíř George Paul Chalmers.
Mezi Israëlsova pozdější díla patří Vdovec, Stáří, Rolnická rodina u stolu a Sám na světě (Van Gogh Museum / Amsterdamská galerie), dále Interiér (Galerie Dordrecht), Skromné jídlo (Glasgow museum), Dělníci moře, Rozhovor beze slov, Mezi poli a mořským pobřežím a Prodejce cetek (oceněný na pařížské Světové výstavě v roce 1900).
David zpívá před Saulem, jedno z jeho pozdějších děl, jako by naznačovalo návrat ctihodného umělce k rembrandtovské notě jeho mládí. Jako malíř akvarelů a leptů vytvořil Israëls obrovské množství děl, která jsou stejně jako jeho olejomalby plná hlubokého citu. Obvykle pracoval s rozmáchlými masami světla a stínu, které dávají vyniknout hlavnímu tématu včetně jeho detailů. Israëls pravděpodobně ovlivnil mnoho dalších umělců, jako byl skotský malíř Robert McGregor (1847-1922).